# Dvojčatění

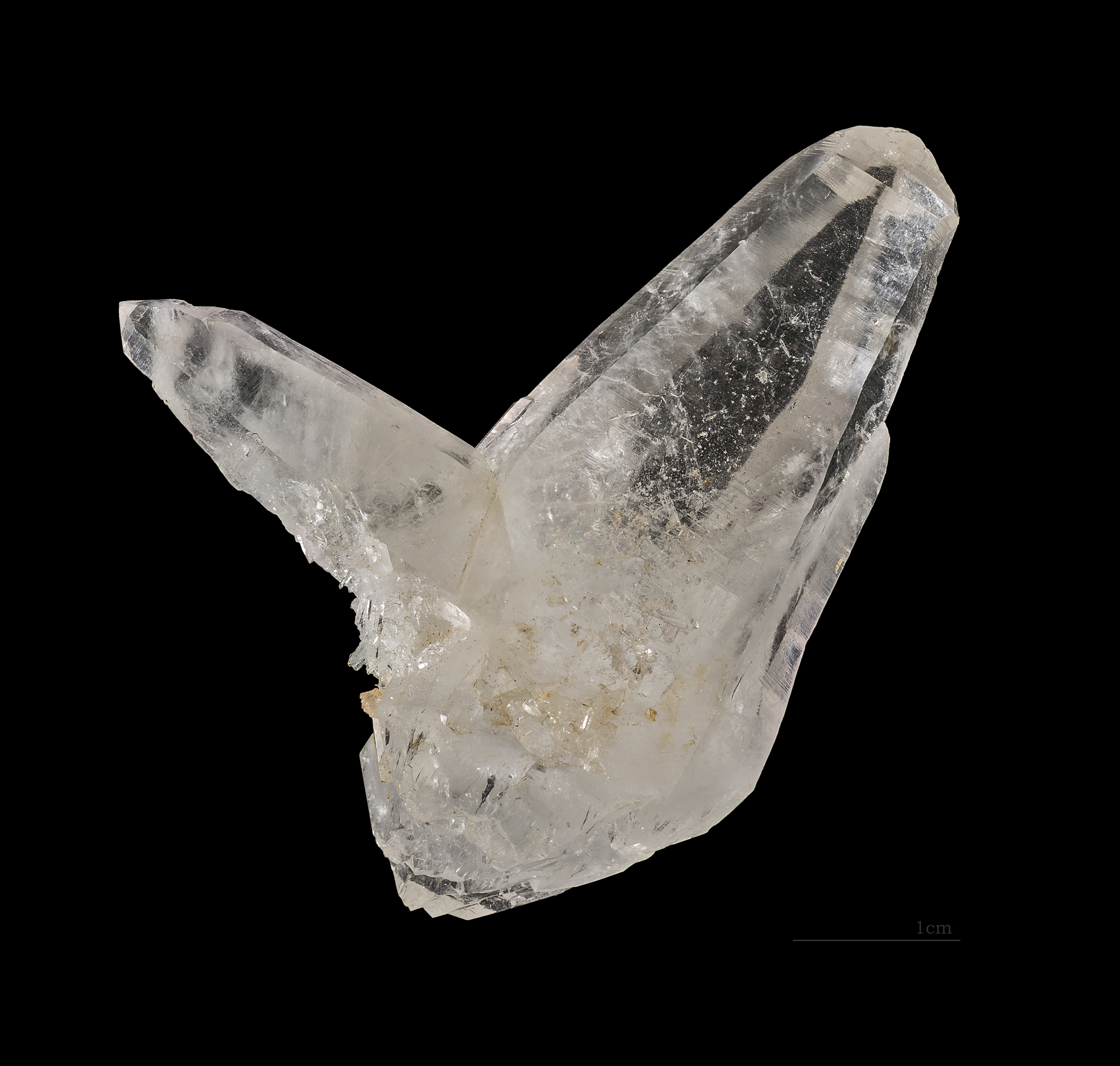
Dvojčatění – křemen

Dvojčatění krystalů je jev, kdy dva (nebo více) samostatné krystaly sdílí část jedné krystalové mřížky souměrným způsobem a jsou pravidelně prorostlé podle roviny souměrnosti. Výsledkem je srůst těchto krystalů v různých charakteristických tvarech. Rozlišujeme dvojčatění karlovarské, bavenské, manebašské, polysyntetické aj.
Dvojčatění se projevuje u živců a některých dalších minerálů.

## Karlovarská dvojčata

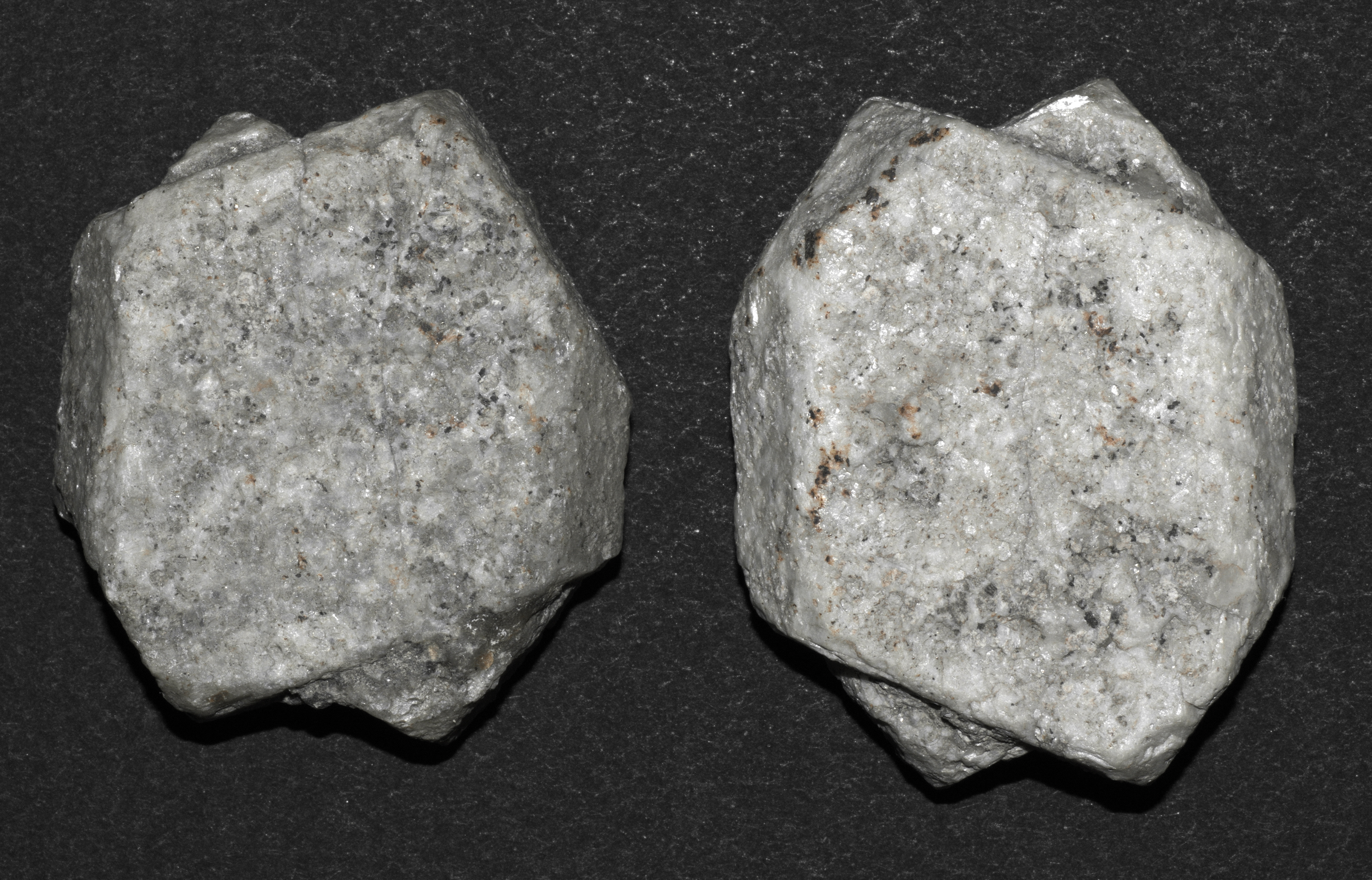
Karlovarská dvojčata – levé a pravé – z obce Hory u Karlových Varů

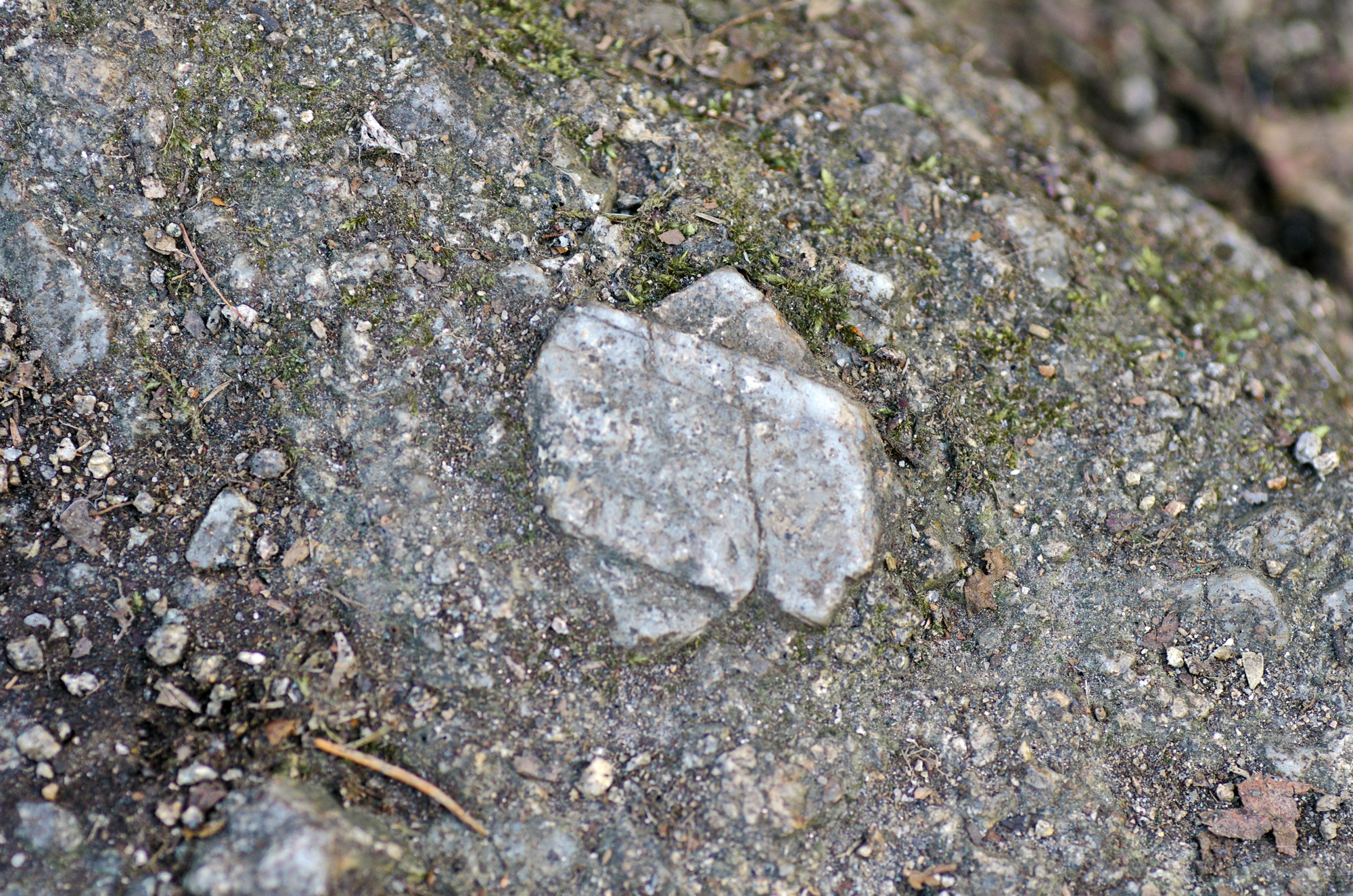
Karlovarské dvojče in situ, Loket

Karlovarská dvojčata jsou běžná u ortoklasu, mohou se vyskytnout i u živců ze skupiny plagioklasů. Karlovarská dvojčata byla poprvé popsána v okolí Karlových Varů, konkrétně v Lokti, Josefem Müllerem (1727–1817). Byla studována známými mineralogy navštěvujícími karlovarské lázně – J. W. Goethem, A. G. Wernerem, K. Sternbergem, F. Mohsem, C. F. Naumannem a dalšími. První zmínka o dvojčatech pochází z roku 1805.